# Mickey Knox
Mickey Knox (eigentlich Abraham Knox; * 24. Dezember 1921 in New York City; † 15. November 2013 in Los Angeles) war ein US-amerikanischer Schauspieler, Filmproduzent und Autor.

## Leben
Knox begann seine Filmkarriere 1947 in dem Sportdrama Killer McCoy und entwickelte sich zum vielbeschäftigten, bulligen Nebendarsteller meist zweifelhafter Charaktere wie jugendlicher Verbrecher (Knock on Any Door 1949), Spieler (Any Number Can Play, 1949) und der von den Kritikern gelobten Darstellung des soziopathischen „Pacific Kid“ in Western Pacific Agent (1950). Sein Erscheinen auf der Schwarzen Liste der McCarthy-Ära im Folgejahr beschränkte seine Arbeitsmöglichkeiten in den USA zunächst und beendete diese letztlich. Er ging zu Beginn der 1960er Jahre nach Europa, wo er, vor allem in Italien, vornehmlich als Dialogautor für die englischen Sprachfassungen einheimischer Filme (am bekanntesten darunter wohl Sergio Leones Zwei glorreiche Halunken und Spiel mir das Lied vom Tod) wirkte. 1971 produzierte er Duccio Tessaris Italowestern Zwei wilde Companeros. Ab 1977 war er wieder verstärkt als Schauspieler aktiv; erst 1988 kehrte er in sein Heimatland zurück, wo er bis ins Jahr 2000 noch etliche Male auftrat.
2004 veröffentlichte er seine Memoiren, The Good, the Bad and the Dolce Vita: The Adventures of an Actor in Hollywood, Paris and Rome.
In Natural Born Killers heißt der von Woody Harrelson gespielte Protagonist nach Mickey Knox.

## Filmografie (Auswahl)
- 1947: Killer McCoy
- 1949: Die Brut des Satans (City Across the River)
- 1949: Vor verschlossenen Türen (Knock on Any Door)
- 1949: Hoher Einsatz (Any Number Can Play)
- 1949: Frau in Notwehr (The Accused)
- 1950: Jack der Killer (Western Pacific Agent)
- 1950: Ins Leben entlassen (Outside the Wall)
- 1951: Ein Held für zwei Stunden (Saturday’s Hero)
- 1960: Café Europa (G.I. Blues)
- 1965: Das zehnte Opfer (La decima vittima)
- 1968: Jenseits des Gesetzes (Beyond the Law)
- 1971: Zwei wilde Companeros (Viva la muerte… tua!) (Ko-Produzent)
- 1976: Bluff (Bluff storia di truffe e di imbroglioni)
- 1977: Bobby Deerfield (Bobby Deerfield)
- 1980: Tag der Kobra (Il giorno del cobra)
- 1981: Hart aber herzlich (Hart to Hart; Fernsehserie, Folge Ausgebootete Mörder)
- 1983: Hart aber herzlich (Hart to Hart, Fernsehserie, Folge Gute Reise, Max!)
- 1984: Ekstase (Bolero)
- 1987: Aquarius – Theater des Todes (Deliria)
- 1990: Roger Cormans Frankenstein (Frankenstein Unbound)
- 1994: DellaMorte DellAmore
- 1999: Meyer Lansky – Amerikanisches Roulette (Lansky) (Fernsehfilm)